# Єрохіна Тетяна Володимирівна
Тетяна Володимирівна Єрохіна (нар. 7 вересня 1984, Челябінська, СРСР) — російська гандболістка, воротар команди «Лада " Тольятті» і збірної Росії, олімпійська чемпіонка, дворазова чемпіонка Росії. Заслужений майстер спорту. Майстер спорту.

## Біографія
Народилася 7 вересня 1984 року в Челябінську. Займається гандболом з 11 років, є вихованкою СДЮШОР Челябінська, першим тренером був Микола Дмитрович Данилов.

## Кар'єра

### Клубна
З липня 2001 року грає в клубі «Лада» (Тольятті). У його складі ставала дворазовою чемпіонкою Росії (2005 і 2008), володаркою кубка Росії (2006) і переможницею кубка ЄГФ (2012). 

## Досягнення
- Чемпіонка Росії: 2005, 2008
- Переможниця кубка Росії: 2006
- Переможниця кубка ЄГФ: 2012

## Нагороди
- Орден Дружби (25 серпня 2016 року) — за високі спортивні досягнення на Іграх XXXI Олімпіади 2016 року в місті Ріо-де-Жанейро (Бразилія), проявлені волю до перемоги і цілеспрямованість[3].